# Винтон (Минесота)
Винтон (енгл. Winton) град је у америчкој савезној држави Минесота.

## Демографија
По попису из 2010. године број становника је 172, што је 13 (-7,0%) становника мање него 2000. године.
| Група             | 2000.       | 2010.       |
| Белци             | 184 (99,5%) | 170 (98,8%) |
| Афроамериканци    | 0 (0,0%)    | 0 (0,0%)    |
| Азијати           | 0 (0,0%)    | 0 (0,0%)    |
| Хиспаноамериканци | 0 (0,0%)    | 0 (0,0%)    |
| Укупно            | 185         | 172         |